# Орузбаева, Бюбийну Омурзаковна
Бюбийну Орузбаева (кирг. Бүбүйна Орузбаева; 1924, Чолпон, Кара-Киргизская Автономная область, СССР — 2013, Бишкек, Кыргызстан) — лингвист, доктор филологических наук (1966), профессор (1967), академик АН Кыргызской Республики (1979; член-корреспондент, 1974), заслуженный деятель науки Кыргызской Республики (1993).

## Биография
Родилась в 1924 году в селе Чолпон Ак-Суйского района Иссык-Кульской области в семье бедняка. В 1945 году окончила Кыргызский государственный педагогический институт. 
С 1954 по 1959 год работала старшим научным сотрудником Института языка и литературы АН Киргизской ССР, занимая в этот период должность директора по научной работе и позднее заведующего сектором грамматики. В период с 1962 по 1976 года заведовала секторами тюркологии и терминологии этого института.
С 1976 по 1987 года работала главным редактором Кыргызской энциклопедии.
С 1987 года была заведующим отделом Института языка и литературы АН Кыргызской Республики, а также членом президиума АН Кыргызской Республики.
Скончалась 28 октября 2013 года в Бишкеке.

## Труды
Свою научную деятельность посвящала кыргызской грамматике, лексикологии и лексикографии, истории кыргызского языка, кыргызской терминологии, межъязыковой коммуникации, а также проблемам языкознания и некоторых тюркологий.
Ей принадлежат более 200 научных работ (в том числе 21 монография, словари при участии 10 соавторов). В одной из своих первых монографий, вышедшей в 1953 году, она исследовала морфемы, передающие прошедшее время в кыргызском языке, и их грамматические свойства. А вышедший в 1984 году словарь словообразований на киргизском языке имел важное значение для изучения кыргызского языка. 
Принимала участие в международных тюркологических конгрессах. 
Являлась членом турецкого лингвистического общества (Анкара).
Лауреат Государственной премии Кыргызской ССР в области науки и техники (1984). Заслуженный деятель науки Кыргызской Республики (1993). Награждена орденом «Манас» I (2011) и III степеней (2003), медалью «Данк» (1997), медалями.
В 1998 году награждена орденом Турецкой Республики «За заслуги»